# Ернрот Казимир Густавович
Казимир (Йоган-Казимир) Густавович Ернрот (1833–1913) — болгарський воєначальник та державний діяч. Походженням із Фінляндії. 

## Біографія
Народився 1833 року в маєтку Сеєста у Фінляндії, походив з дворянського роду зі шведським корінням, початкову освіту здобував у Фінляндському кадетському корпусі.
8 серпня 1850 року отримав перший офіцерський чин, служив в лейб-гвардії Уланському Її Величності полку. 1855 року закінчив Миколаївську військову академію та після випуску був відряджений до Генерального штабу. 1856 року отримав звання майора та був переведений до Курського піхотного полку, з яким був направлений служити на Кавказ, де перебував до 1860 року; 1858 був поранений та за відзнаки у війні проти горців нагороджений орденами: святої Анни 3-го ступеня з мечами (1858), святого Станіслава 2-го ступеня з мечами (1859) та святого Володимира 4-го ступеня з мечами й бантом (1859), а також золотою шашкою з написом «За хоробрість» (1859).
З 1859 року перебував при Генеральному штабі, з 1861 служив у Польщі й був начальником штабу 6-ї піхотної дивізії, того ж року йому було подаровано імператорську корону до ордена святого Станіслава 2-го ступеня. За відзнаку у придушенні Польського повстання 1863 року був нагороджений орденами святої Анни 2-го ступеня з мечами та імператорською короною (1863) та святого Володимира 3-го ступеня з мечами (1864). З кінця 1863 до 1867 року командував Вітебським піхотним полком.
30 серпня 1869 року отримав звання генерал-майора та призначений помічником командира 17-ї піхотної дивізії. 1874 року нагороджений орденом святого Станіслава 1-го ступеня.
Як командир 11-ї піхотної дивізії (призначений 1876) брав участь у російсько-турецькій війні 1877–1878 років, 22 жовтня 1877 року отримав звання генерал-лейтенанта.
Після війни був тимчасово звільнений з лав російської армії й тим же чином перейшов на болгарську службу. В Болгарії став радником князя Олександра Баттенберга. Допоміг останньому скасувати дію Тирновської конституції 1879 року, якої він зобов'язався додержуватись під час обрання його на престол Народними зборами.
1880 року Ернрот був призначений військовим міністром Болгарії. З 9 травня до 13 липня 1881 року виконував обов'язки міністра-голови (прем'єр-міністра) й міністра закордонних справ Болгарії. За час болгарської служби був нагороджений російськими орденами святої Анни 1-го ступеня (1880) та святого Володимира 2-го ступеня (1881).
1882 року залишив болгарську службу й повернувся до Росії, де був призначений заступником статс-секретаря Великого князівства Фінляндського (на цьому посту 1883 року був нагороджений орденом Білого Орла), з 1888 року — державний секретар у справах Фінляндії.
1891 року вийшов у відставку й оселився під Гельсінкі, помер 1913 року.

## Публікації
Казимир Ернрот опублікував кілька статей у військовій періодиці, серед яких виділяються:
- Заметки о сигналах, горнистах, барабанщиках и музыкантских хорах // «Военный сборник», 1867, № 6
- Об охранении и разведывании на войне // «Военный сборник», 1875, № 7
- Мысли о некоторых усовершенствованиях в строевых уставах и о наставлениях для нашей пехоты. // «Военный сборник», 1876, № 7

Окрім того, 1886 року в «Русской старине» було опубліковано листування Ернрота з Леонідом Соболєвим щодо болгарських справ.